# Malinconico
Malinconico (of melanconico) is een Italiaanse muziekterm met betrekking tot de voordrachtswijze waarmee een muziekstuk of passage eruit uitgevoerd dient te worden. Men kan de term vertalen als zwaarmoedig of melancholisch. Dit betekent dus dat, als deze aanwijzing wordt gegeven, men zo zal moeten spelen dat een bepaalde melancholie in het spel doorklinkt. Deze aanwijzing heeft alleen invloed op de voordracht en niet op het tempo, waarvoor meestal aparte tempo-aanduidingen worden gegeven. Een verwante term is de aanwijzing doloroso.
De term malinconico wordt niet zo vaak gebruikt. Een voorbeeld is de sterk door zigeunermuziek beïnvloede Vioolsonate nr. 3 van George Enescu, waarvan het eerste deel de aanduiding moderato malinconico heeft.